# Макнабия
Макна́бия (лат. Macnabia) — род растений семейства Вересковые.

## Этимология названия
Род Макнабия назван в честь шотландского ботаника и садовода Уильяма Макнаба (1780—1848).

## Виды
Род включает в себя следующие виды:
- Macnabia longistyla Gand.
- Macnabia montana Benth.